# Bahnhof Bochum-Dahlhausen
Der Bahnhof Bochum-Dahlhausen ist ein Personenbahnhof und ehemaliger Güterbahnhof im Bochumer Stadtteil Dahlhausen. Das angrenzende ehemalige Bahnbetriebswerk Dahlhausen ist als Eisenbahnmuseum Bochum überregional bekannt. Das denkmalgeschützte Empfangsgebäude stammt aus der Zeit des Ersten Weltkriegs.

## Geschichte

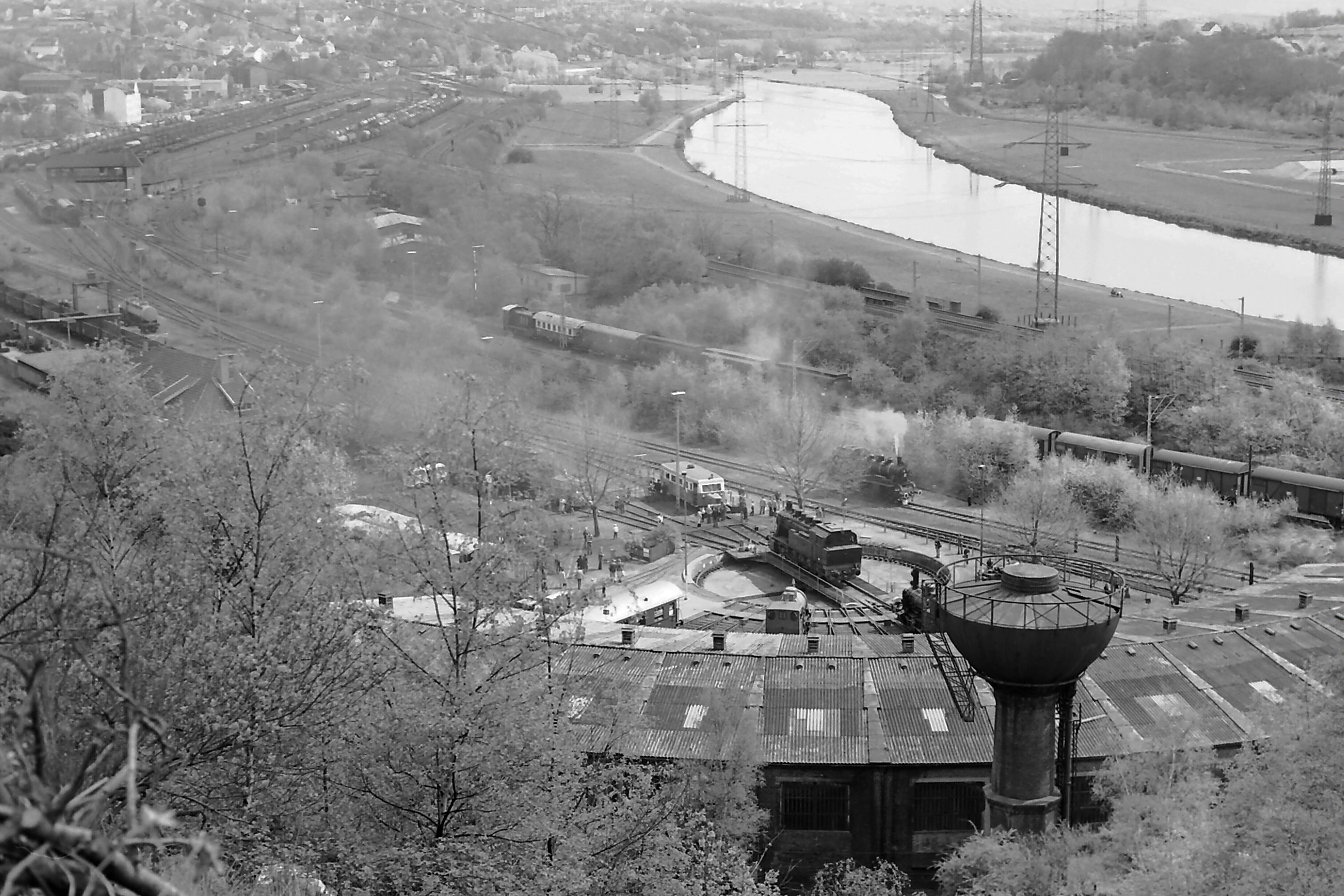
Güterbahnhof Bochum-Dahlhausen mit Bahnbetriebswerk, heute Eisenbahnmuseum Bochum

### Industrialisierung
Die Anfänge dieses Bahnhofs gehen auf das Jahr 1863 zurück, als die Bergisch-Märkische Eisenbahn-Gesellschaft am 21. September jenes Jahres eine Zweigbahn von Essen-Überruhr über Essen-Steele Ost (ehem. Steele Hbf) nach Dahlhausen eröffnete.
Vorrangig war der Güterverkehr, doch wurden an Werktagen auch Personenwagen angehängt. Als die Strecke 1866 nach Hattingen verlängert wurde, erhielt Dahlhausen ein kleines Stationsgebäude. Am 10. Oktober 1870 wurde auch der „Hasenwinkeler Kohlenweg“ als Normalspurbahn eröffnet.
Die Gemeinden Dahlhausen und Linden beteiligten sich am Bau eines neuen Empfangsgebäudes, das 1875 fertiggestellt wurde. Zu diesem Zeitpunkt war die Ruhrtalbahn schon bis nach Hagen befahrbar. Deshalb stellte sich das Gebäude bald als zu klein heraus.
Infolgedessen plante die Königlich-Preußische Eisenbahndirektion Essen 1913 ein größeres Bahnhofsgebäude an der seit 1910 zweigleisigen Strecke Dahlhausen – Steele, das hinter einem Damm zum Schutz vor Hochwasser der Ruhr liegen sollte. Während des Ersten Weltkrieges wurde der Bahnhof unter Einsatz von Kriegsgefangenen gebaut und am 28. Februar 1917 feierlich eingeweiht. In den Jahren 1916 bis 1918 entstand hier ein Bahnbetriebswerk, dessen Bedeutung für den Güterverkehr auf den umliegenden Strecken bis zur Stilllegung 1969 lokal blieb und erst nach der 1977 erfolgten Umwandlung der Anlage zum Eisenbahnmuseum Bochum-Dahlhausen überregional zunahm.
Zusätzlich zum Personenbahnhof entstand in Dahlhausen ein Rangierbahnhof. Bei den Stellwerken Dab, Mt und Nwt handelte es sich um die letzten in der Bundesrepublik eingesetzten pneumatischen Stellwerke. Zum Umstellen der Weichen, Gleissperren und Signale wurde Druckluft verwendet. Gesteuert wurde die Anlage ursprünglich von Stelltischen der Bauart 07, sie entsprachen bereits der späteren Bauart E 43. 1967 begann die Umrüstung auf elektrischen Antrieb.

### Nachkriegszeit

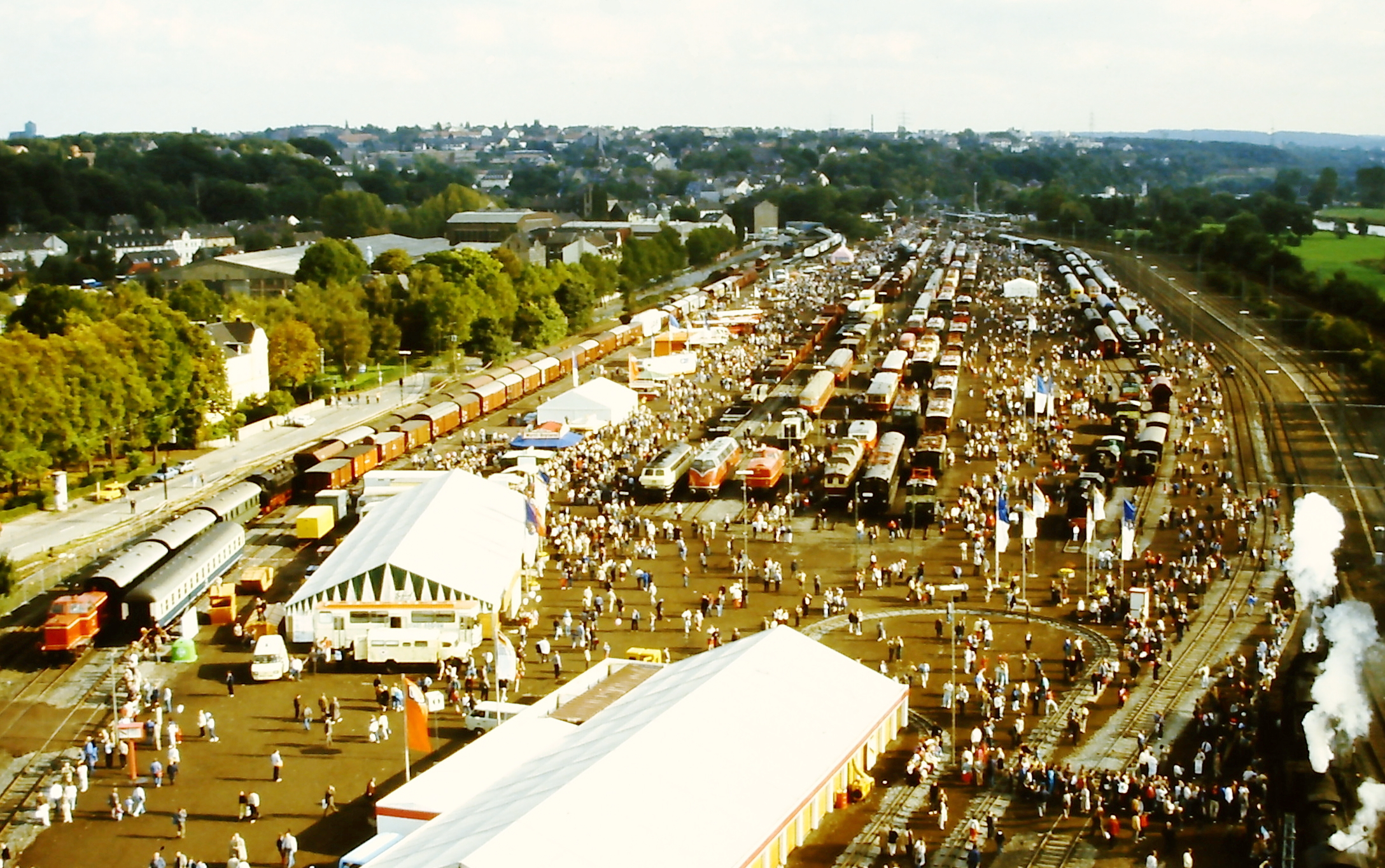
Ausstellung 150 Jahre Eisenbahn in Deutschland

Mit dem Ende des Ruhrbergbaus im Ruhrtal verlor auch die Ruhrtalbahn ihre Bedeutung. Das Bahnbetriebswerk Bochum-Dahlhausen 800 m westlich wurde 1969 geschlossen. Das Bahnbetriebswerk beheimatet bereits seit 1977 das Eisenbahnmuseum Bochum-Dahlhausen, das letzte vollständig erhaltene Dampflok-Bahnbetriebswerk in Deutschland. Der Rangierbahnhof wurde Anfang der 1980er Jahre stillgelegt. Vom 3. bis 13. Oktober 1985 fand anlässlich des Jubiläums „150 Jahre Deutsche Eisenbahnen“ auf dem Gelände unter Federführung der Deutschen Bundesbahn gemeinsam mit privaten Eisenbahnmuseen eine Fahrzeugschau historischer und moderner Eisenbahnfahrzeuge statt. Auf einem Teil der ehemaligen Gleisanlagen entstand eine Wohnsiedlung (Ruhrauenpark), deren erste fertiggestellte Wohnhäuser seit 2005 bezogen wurden.
Da seit 1974 nur noch S-Bahn-Züge auf der Strecke bis Hattingen verkehren, wurde im Jahre 1979 auch das Empfangsgebäude geschlossen.
Schließlich wurde das Gebäude ab 1994 denkmalgerecht restauriert. Ein Investor ermöglichte es, Fassade und Dach in den Formen des Jugendstils wiederherzustellen. Die Schalterhalle wurde in den Stil der 1920er Jahre zurückversetzt. Das Gebäude beherbergte Ende der neunziger Jahre über einen kurzen Zeitraum eine Gastwirtschaft, die unter dem Namen „Dampflok“ betrieben wurde. Nach einem Brandschaden ist es jedoch seitdem nicht mehr zur Wiederaufnahme des Gastbetriebes innerhalb des historischen Bahnhofsgebäudes gekommen. Im Rahmen der Kulturhauptstadt 2010 wurde das historische Gebäude mit Vorplatz ein Spielort des Ruhrfestivals „ExtraSchicht“. Für das leerstehende Empfangsgebäude wurde 2018 ein neuer Mieter gesucht. Seit 2020 befindet sich das Gebäude wieder vollständig im Eigentum der Stadt Bochum.
Im Rahmen des Ausbaus der Schieneninfrastruktur in Nordrhein-Westfalen sollte ab 2014 der Bahnhof Bochum-Dahlhausen für 4,3 Mio. Euro modernisiert und barrierefrei umgebaut werden, der Umbau verzögerte sich jedoch. Die Umbaumaßnahmen im Bahnhofsbereich sind Teil des Stadterneuerungsprogramm für Dahlhausen, das von 2013 bis 2021 durchgeführt wurde.

## Betrieb
Der Bahnhof Dahlhausen besteht 2022 aus drei Gleisen an zwei Bahnsteigen. Die Gleise 1 und 2 sind dabei in erster Linie für den regulären S-Bahnverkehr vorgesehen, während Gleis 3 dem Museumsverkehr dient. Neben diesen Gleisanlagen wurde 2015 für den Zubringerverkehr zum Eisenbahnmuseum ein Stumpfgleis mit einem Bahnsteig versehen.
Dabei verkehrt die Museumslinie „Ruhrtal“ jeden Freitag, Sonn- und Feiertag von Mai bis Oktober mit Schienenbussen des Typs VT 98 und zusätzlich jeden ersten Sonntag im Monat mit Dampfzügen.

### Schienenverkehr
| Linie | Linienverlauf | Takt o. ä.           | Betreiber                         |
| ----- | --- | -------------------- | --------------------------------- |
| S 3   | Oberhausen Hbf – MH-Styrum – Mülheim (Ruhr) West – Mülheim (Ruhr) Hbf – E-Frohnhausen – Essen West – Essen Hbf – E-Steele – E-Steele Ost – E-Horst – BO-Dahlhausen – Hattingen (Ruhr) – Hattingen (Ruhr) Mitte Stand: Fahrplanwechsel Dezember 2023 | 30 min               | DB Regio                          |
| RB    | Ruhrtal: Eisenbahnmuseum Bochum – Bochum-Dahlhausen – Hattingen (Ruhr) – Witten-Herbede – Wengern-Ost – Hagen | Fr, So (Mai–Oktober) | RuhrtalBahn                       |
| RB    | Schweineschnäuzchen: Eisenbahnmuseum Bochum – Bochum-Dahlhausen | So/Feier 30 min      | Eisenbahnmuseum Bochum-Dahlhausen |

In unmittelbarer Nähe zum Empfangsgebäude endet inmitten der Fußgängerzone ein eingleisiger Ast der Bochumer Straßenbahn. Die Linie 318 wird wie alle anderen Straßenbahnlinien in Bochum von der Bochum-Gelsenkirchener Straßenbahnen AG betrieben und war, neben der 308, die erste Linie die einen unterirdischen Streckenabschnitt in Bochum bediente. Dort gibt es auch Bushaltestellen der Linien 345, 355, 357 und 359.

### Städtischer Verkehr

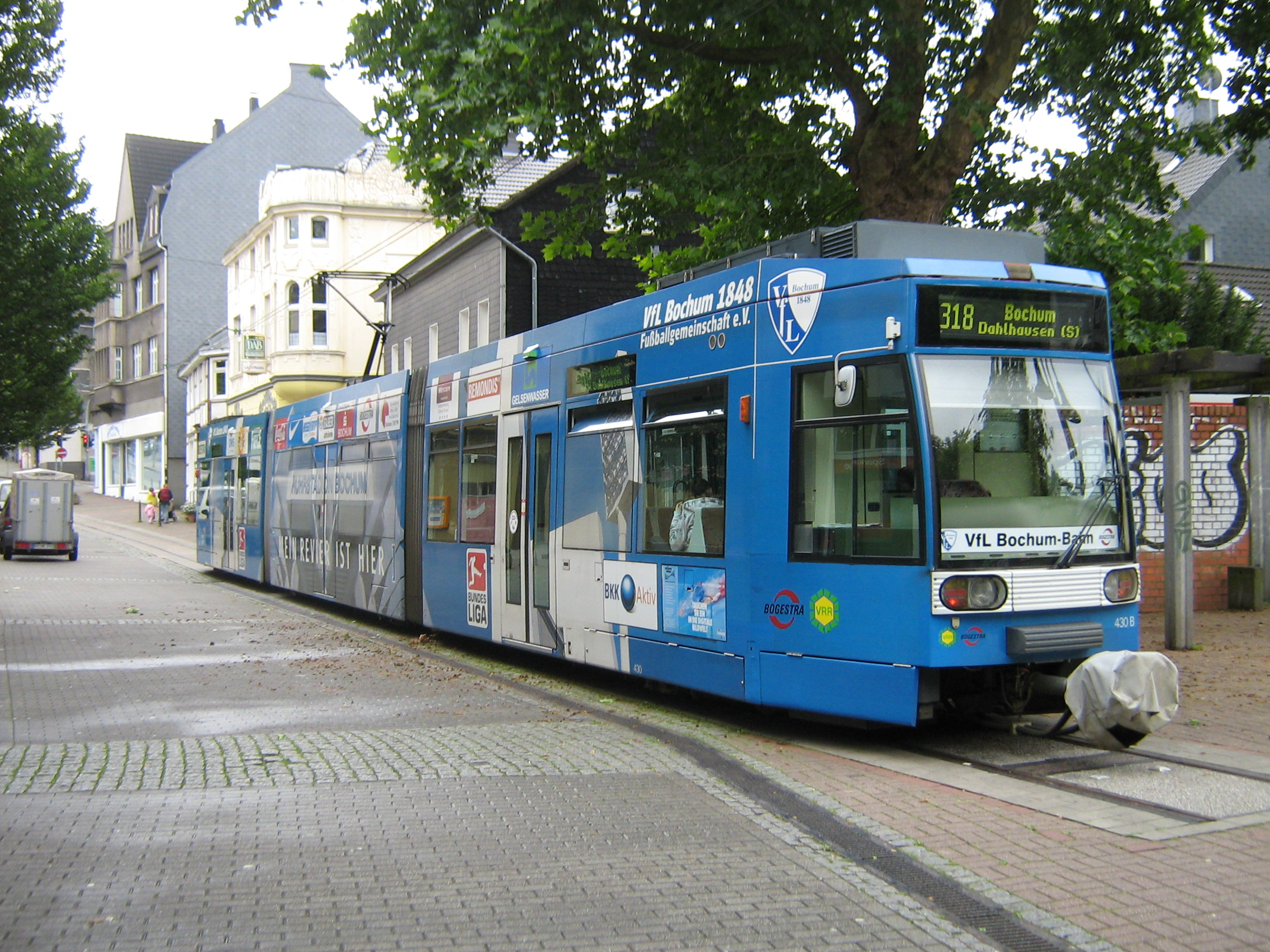
NF6D auf der Linie 318 in Dahlhausen

| Linie | Verlauf | Takt (Mo–Fr)                                                  |
| ----- | --- | ------------------------------------------------------------- |
| 318   | (Bochum-Gerthe Schürbankstraße – Gerthe Mitte – Heinrichstr. – Harpen – Vonovia Ruhrstadion – U Planetarium –) U Bochum Hbf – U Bermuda3eck/Musikforum – U Schauspielhaus – Bergmannsheil – Weitmar – Linden Mitte – Bochum-Dahlhausen | 15 min                                                        |
| 345   | Bochum-Dahlhausen – Dahlhausen Im Berge – Oberdahlhausen – Eppendorf Mitte – Stahlhausen Wattenscheider Str. – Bochumer Verein/Jahrhunderthalle – Bochum West Bf – Bochum Rathaus – Bochum Hbf – Oskar-Hoffmann-Str. – Wasserstr. – Altenbochum Kirche – Laer Mitte – Bochum-Werne – Bochum-Langendreer West – Langendreer Amt – Knappschaftskrankenhaus | 30 min                                                        |
| 355   | Bochum-Dahlhausen – Dahlhausen Im Berge – Oberdahlhausen – Eppendorf Mitte – Bärendorf – Bergmannsheil – Bochum-Ehrenfeld – Bochumer Verein/Jahrhunderthalle – Bochum West Bf – Bochum Rathaus – Bochum Hbf – Lohring – Laer Mitte – Bochum-Werne – Bochum-Langendreer West – Langendreer Amt – Knappschaftskrankenhaus – Sportplatz Papenholz           | 30 min                                                        |
| 357   | Dahlhausen Am Ruhrort – Eisenbahnmuseum – Bochum-Dahlhausen – Dahlhausen, Am Hedtberg – Bochum Linden Mitte – Linden, Am Sonnenberg – Linden, Nevelstr. – Oberdahlhausen Scharpenseelstr. (abends als AST 57 zwischen Dahlhausen und Linden Mitte) | 30 min                                                        |
| 359   | Bochum-Dahlhausen – Linden Mitte – Hattingen-Baak, Rauhendahlstr. – Hattingen Bf – Hattingen Mitte – Holthausen – Klinik Holthausen (abends als AST 59 zwischen Dahlhausen und Hattingen Mitte) | 60 min (Dahlh.–Rauhendahlstr.) 30 min (Rauhendahlstr.–Holth.) |